# Christian Albrecht Jensen

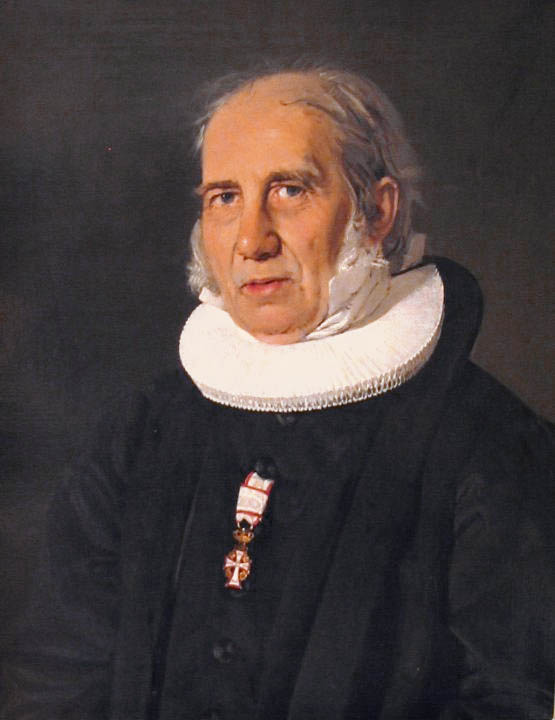
Retrato de Grundtvig por C.A. Jensen, 1843.

Christian Albrecht Jensen (n. el 26 de junio de 1792 - f. el 13 de julio de 1870) fue un pintor danés, nacido en Bredstedt, una localidad situada en el Distrito de Nordfriesland. En 1818 viajó a Roma, donde conoció al escultor Bertel Thorvaldsen. Realizó retratos de personalidades de su país, como Nikolai Grundtvig o Hans Christian Andersen. Su obra es representativa de la Edad de Oro danesa.